# Сук, Григорий Эдуардович
Григорий Эдуардович Сук (Сукк) (29 ноября 1896 — 15 ноября 1917) — русский офицер (прапорщик), военный лётчик-ас. Участник Первой мировой войны. Считался самым юным русским асом Первой мировой войны.

## Биография
Родился в имении Рассудово Московской губернии в семье известного учёного-лесовода Эдуарда Ивановича Сука (чеха по национальности). Мать — Любовь Осиповна Сорокина, дочь известного врача. Учился в Московской Императорской практической академии. 
С 27 мая 1915 года вольноопределяющийся 1 разряда. С 1 июня 1915 года рядовой. 26 февраля 1916 года переведён на службу в 26-й корпусной авиационный отряд. В 1916 году после окончания Военной авиационной школы и Школы авиации военного времени Московского Императорского общества воздухоплавания, произведён в младшие и старшие унтер-офицеры «За отличное поведение и совершенные ценные разведки».
Приказом по 33-му армейскому корпусу № 109 от 8 мая 1916 года был награждён Георгиевским крестом 4 степени за № 678469:
За ценные разведки и бой с неприятельским Альбатросом
Приказом по штабу 9-й армии № 143 от 9 июля 1916 года был награждён Георгиевским крестом 3 степени за  № 26418:
За то, что 9 мая сего года, несмотря на полученные пробоины в аппарате от шрапнельного огня, продолжал воздушную разведку на участке Чернелица-Поточиска, пока не выполнил до конца задачу, 19 мая сего года в том же районе, снявши фотографические снимки с неприятельских позиций, встретившись с неприятельским самолётом, вступил с ним с бой, и, пулемётным огнём повредив его аппарат, заставил спуститься за неприятельскими окопами
Приказом по штабу 9-й армии № 162 от 31 июля 1916 года был награждён Георгиевским крестом 2 степени за № 31318:
За то, что "Состоя в отряде лётчиком, и получив задачу вести наблюдение за ходом боя 22 мая 1916 г. и радиокорректировать стрельбу, ввиду особой важности задания, вылетел на не вполне исправном аппарате, вследствие чего весь полёт пришлось производить на слишком опасной (1400 метров) высоте под беспрерывным жестоким огнём неприятельских батарей. Через 10-15 минут после начала радиокорректирования наблюдатель был серьезно контужен в грудь осколком снаряда, о чем было передано по беспроволочному телеграфу. При этом аэроплан был также сильно поврежден. Несмотря на это, продолжал полёт, памятуя лишь о том, чтобы выполнить данную ему важную задачу, что блестяще ему и удалось, благодаря собранным сведениям, переданным по радиотелеграфу, с точным указанием места нахождения неприятельских резервов и батарей, и благодаря корректированию стрельбы нашей артиллерии, было уничтожено три батальона противника и удачно обстреляны три батареи
С 15 августа 1916 года назначен лётчиком в 9-й авиационный отряд истребителей. Приказом по штабу 9-й армии № 203 от 25 сентября 1916 года был награждён Георгиевским крестом 1 степени за № 14954:
За то, что 20 июня 1916 г., несмотря на сильный обстрел артиллерии противника и попытки неприятельских аэропланов мешать полету, смелой и решительной разведкой, жертвуя собой, собрал ценные сведения об усилении сил противника, подвозом новых войск по железным дорогам, в районе: Обертынь-Тлумач-Тысьменица-Станиславов-Оттыня-Езераны
Приказом по армиям Юго-Западного фронта № 1676 от 14 октября 1916 года «за боевые отличия» произведён в прапорщики. 27 июля 1917 года, Сук во время боевого полёта сбил в районе м. Окна самолёт противника. Лётчик убит, наблюдатель и самолёт были захвачены румынскими войсками. 22 октября 1917 года после непродолжительного воздушного боя Сук сбил немецкий истребитель, который упал в расположении у д. Гура Сельче. Аппарат разбился, лётчик был убит.
Приказом по 9-й армии № 672 от 18 ноября 1917 года был награждён орденом Святого Георгия 4 степени:
За то, что 1-го апреля 1917 г, крейсируя во время сторожевого полета в районе г, Серет—Гадикфальва-Плодорешты, прапорщик Сук заметил неприятельский самолёт. Дав ему перейти в наше расположение он с помощью мертвой петли и пикирования очутился над корпусом неприятельского аппарата и короткой очередью из пулемёта убил летчика, аппарат которого упал в наше расположение
.
Всего за время  Первой мировой войны Г. Суком было сбито 9 неприятельских самолётов. По другим данным, имел 6 воздушных побед и ещё 2 заявленные победы не получили подтверждения.
15 ноября 1917 года, «возвращаясь с боевого полёта… прапорщик Сук делал поворот для посадки на аэродром, скользнул на крыло, а затем, перейдя в штопор, упал и разбился». Умер от полученных в результате аварии ран.

## Воинские чины
- Рядовой (1.06.1915)
- Младший унтер-офицер (30.03.1916)
- Старший унтер-офицер (10.06.1916)
- Прапорщик (14.10.1916, за боевые отличия)

## Награды
- Орден Святого Георгия 4-й степени (18.11.1917)
- Полный кавалер Георгиевского креста (1 ст. — 25.09.1916, 2-я ст. — 31.07.1916, 3-я ст. — 9.07.1916, 4-я ст. 8.05.1916)